# Alex Valera
Álex Eduardo Valera Sandoval  (Pomalca, 16 de maio de 1996)  é um futebolista peruano que atua como atacante. Atualmente defende o Universitario de Deportes.

## Carreira
Em 2016 passou a fazer parte do Pirata FC, depois de um tempo foi classificado com o número 10 e foi campeão do torneio departamental de Lambayeque. Em 2017 assinou pelo Club Carlos Stein, voltou ao Pirata FC para a fase final da Copa Peru de 2018, onde marcou sete gols, foi fundamental para o clube que conquistou o título e a promoção ao futebol profissional. Em 2019, ele assinou pelo clube Deportivo Garcilaso, chegaram às últimas instâncias da Copa Peru, onde foram eliminados pelo Deportivo Llacuabamba.
No final de 2019, foi contratado pelo Deportivo Llacuabamba, no final da temporada, o Llacuabamba conseguiu ascender à primeira divisão. Na temporada seguinte, foi convocado para continuar no clube na Liga 1 de 2020, na qual se tornou um dos artilheiros do time no ano.Infelizmente, Llacuabamba foi rebaixado para a Segunda Divisão.
Em 21 de dezembro de 2020, foi confirmado como novo reforço do Universitario de Deportes por 3 temporadas. Seu principal motivo para a escolha do clube merengue foi a participação na Copa Libertadores de 2021 e continuar sendo considerado na seleção peruana.

## Títulos
Pirata FC
- Copa Peru: 2016[9]